# Cezar Coșniță
Cezar Coșniță (Adjud, 1910 – 1962) foi um matemático romeno, que trabalhou com geometria sintética.

## Biografia
Frequentou a escola primária em sua cidade natal e o ensino médio em Bârlad (1922 - 1929). Em 1932 obteve o diploma em matemática após concluir seus estudos na Universidade de Bucareste. Obteve um doutorado em matemática em 1947.
Em 1934 tornou-se professor na Escola Secundária do Mosteiro de Dealu e em 1937 ingressou na Escola Secundária Unirea em Focșani, e em 1939 voltou a Bucareste para o Colegiul Național „Sfântul Sava” din București.
Simultaneamente, foi assistente na Universidade Politécnica de Bucareste. Entre 1951 e 1953 trabalhou no Institutul Gospodăriilor Comunale din București, depois como professor associado na Universitatea Tehnică de Construcții din București.

## Atividade científica
Em sua tese de doutorado Curbe și suprafețe analagmatice, provou uma série de teoremas relacionados a curvas e superfícies.

## Obras
- 1950: Geometrie analitică
- 1950: Exerciții de geometrie analitică
- 1962: Culegere de probleme de matematică
- 1963: Culegere de probleme de geometrie analitică
- 1966, 1968: Culegere de probleme pentru examenele de maturitate și admitere în învățământul superior.